# Jan van de Velde (III)

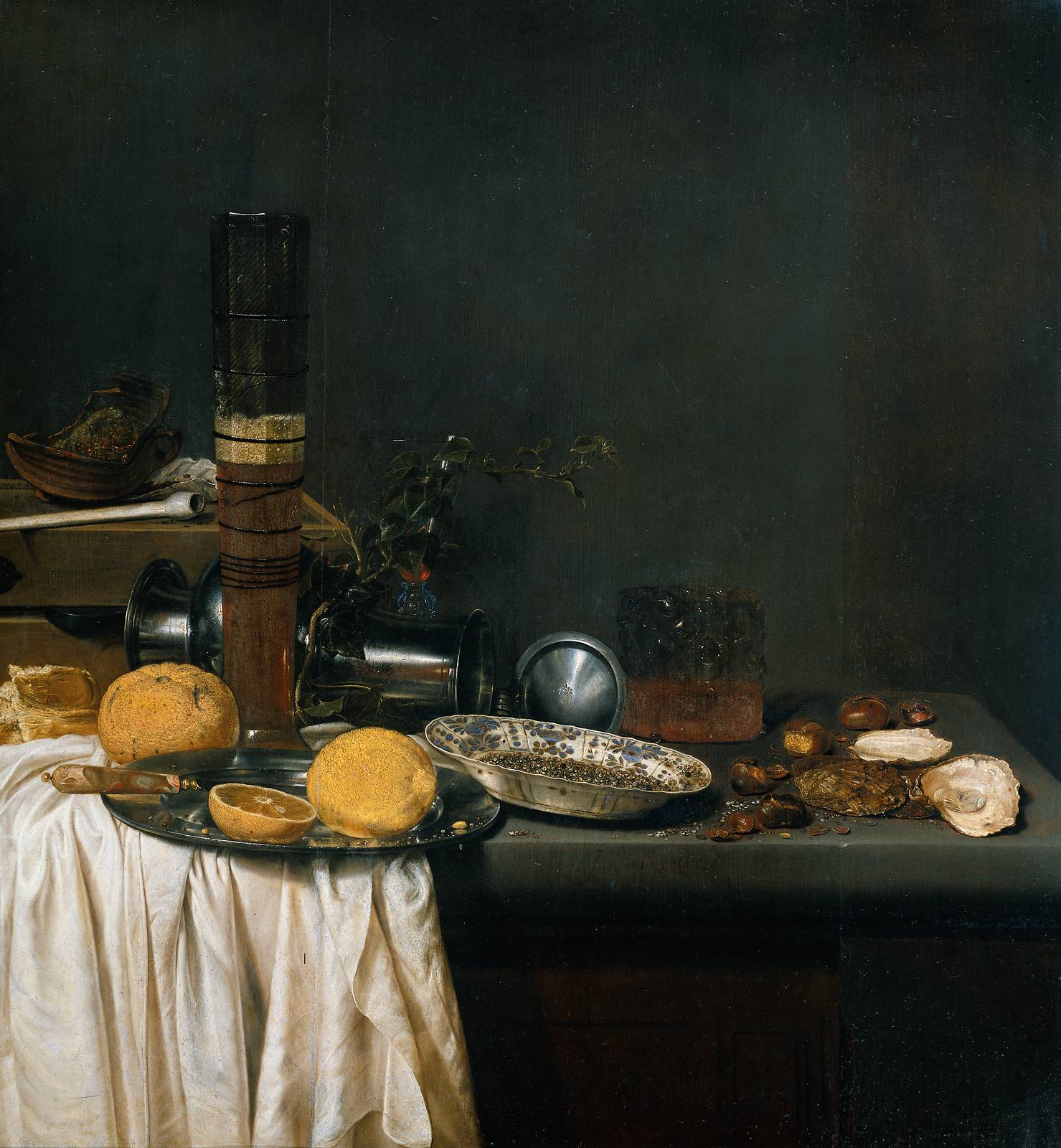
Stilleven met hoog bierglas, 1647, Rijksmuseum Amsterdam

Jan Jansz. van de Velde (Haarlem, 1620 - Enkhuizen, 1662) was een Nederlands kunstschilder, prentkunstenaar en tekenaar uit de periode van de Gouden Eeuw. Hij was gespecialiseerd in de vervaardiging van stillevens. 
Jan van de Velde maakte deel uit van een kunstenaarsfamilie waartoe ook Esaias van de Velde behoorde. Hij was een zoon van de schilder en prentkunstenaar Jan van de Velde (II) en een kleinzoon van de kalligraaf Jan van de Velde (I).
Van de Velde ging op 23-jarige leeftijd in 1643 in Amsterdam in ondertrouw met Diewertje Willems. Werk van hem is bekend uit de periode 1639 tot 1662. Een van zijn eerste gedateerde werken was vermoedelijk een samenwerking met de portret- en stillevenschilder Roelof Koets, met wie hij vaker zou samenwerken. Zijn vroege werk vertoont stilistisch en inhoudelijk de invloed van de vermaarde stillevenschilders Pieter Claesz. en Willem Claesz. Heda.
Hij werd, mogelijk samen met zijn vader, de leermeester van de kalligraaf Nicolaes Bodding van Laer, een jongere broer van de landschapsschilders Roeland en Pieter van Laer.
Van de Velde werd op 10 juli 1662 begraven in de Westerkerk in Enkhuizen.